# 花39線
花39線（壽豐－月眉），起點花蓮縣壽豐鄉壽豐村壽農，終點花蓮縣壽豐鄉月眉村朝保。起點於壽豐鄉中山路五段銜接台9線花東公路
，終點於壽豐鄉米棧大橋東側與縣道193號相接，全長4.732公里。
原路段為光榮－溪口，2019年12月18日因中華民國交通部公告調整花蓮縣鄉道時把花38-1線解編，將壽豐鄉月眉村朝保（米棧大橋東端）－豐坪路三段路口處之路段改編納入本鄉道路段內。

## 路線特色
途經壽豐鄉養殖漁業區及民宿區，並串聯台9線、台11丙線、縣道193號。

## 路線地名
- 壽豐鄉：壽豐村中山路五段路口處（接 台9線）→門諾黎明喜樂院→花39線二號橋→三農場→花39線一號橋→豐坪一號橋→豐坪路三段路口（接 台11丙線）→豐坪路三段18巷→米棧大橋→月眉村朝保（接 縣道193號）[7]